# Liolaemus polystictus
Liolaemus polystictus este o specie de șopârle din genul Liolaemus, familia Tropiduridae, descrisă de Raymond Ferdinand Laurent în anul 1992. Conform Catalogue of Life specia Liolaemus polystictus nu are subspecii cunoscute.